# درجة البلمرة
درجة الكوثرة أو درجة البلمرة (بالإنجليزية: degree of polymerization DP)‏: هي متوسط عدد الواحدات المتكررة في سلاسل المكثور في زمن قدره t أثناء تفاعلات الكوثرة. ويقاس الطول بعدد المواحيد. وتعتبر درجة الكوثرة مقياسا للوزن الجزيئي. وغالبا ما يترواح الطول المطلوب للتطبيقات الصناعية بداية من آلاف الواحدات المتكررة إلى عشرات الآلاف. ويمكن تمثيل درجة الكوثرة للمبلمرات المتشابهة بالمعادلة الآتية:
{\displaystyle DP={\frac {\text{Total MW of the polymer}}{\text{MW of the repeating unit}}}\equiv X_{n}={\frac {M_{n}}{M_{0}}}}
DP = Mt / M0
حيث Mt تمثل الوزن الجزيئي في زمن قدره t، تمثل M0 الوزن الجزيئي لوحدة واحدة من المواحيد.

## العلاقة المتبادلة بين الخواص الفيزيائية

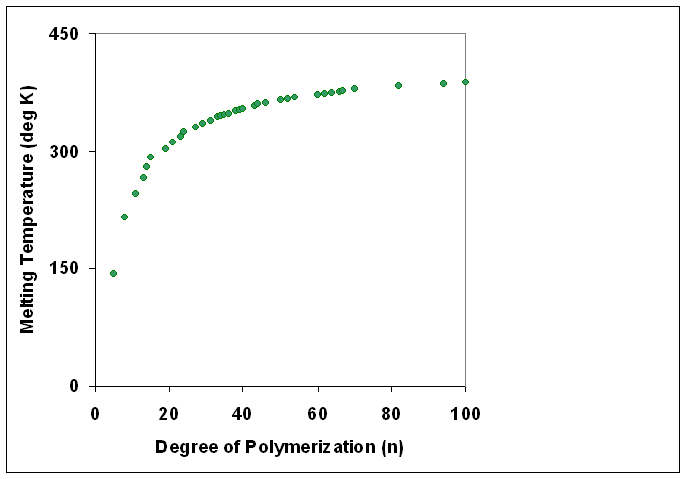
العلاقة بين درجة الكوثرة ودرجة الانصهار لعديد الإثلين (المعطيات من فلوري 1963)

إن المبلمرات ذات التركيب المتماثل ولكنها مختلفة في الوزن الجزيئي الكلي تبدي خصائصا فيزيائية مختلفة. فزيادة درجة الكوثرة عموما ترتبط تؤثر على درجات الانصهار العالية والمتانة الميكانيكية الأعلى.